# John Dovi
John Dovi est un boxeur français né le 2 janvier 1973 à Saint-Maurice (Val-de-Marne).

## Carrière
John Dovi remporte la médaille d'argent des Goodwill Games en 1998 à New York en moins de 81 kg.
Il est médaillé d'argent aux championnats du monde de Houston en 1999 dans la catégorie des poids mi-lourds, puis médaillé de bronze aux championnats du monde de Belfast en 2001 dans la même catégorie. Il est éliminé en quarts de finale des jeux olympiques d'été de 2000. Il est aussi médaillé d'argent aux championnats d'Europe de Perm en 2002 dans la catégorie des poids lourds.
Au niveau national, il est champion de France de boxe amateur dans la catégorie des poids mi-lourds de 1999 à 2005.
Il met un terme à sa carrière en novembre 2005.